# Жердовка (Иркутская область)
Жердовка — деревня в Иркутском районе Иркутской области России. Входит в состав Оёкского муниципального образования. Находится примерно в 44 км к северу от районного центра.

## Население
По данным Всероссийской переписи, в 2010 году в деревне проживали 284 человека (143 мужчины и 141 женщина).
| 2002 | 2010 | 2011 | 2012 |
| ---- | ---- | ---- | ---- |
| 264  | ↗284 | ↗286 | ↗291 |